# Le Dernier Homme (Stargate)
Pour les articles homonymes, voir Le Dernier Homme.
Le Dernier Homme est un épisode de la série télévisée Stargate Atlantis. C'est le vingtième et dernier épisode de la saison 4 et le 80e épisode de la série.

## Scénario
Alors que Sheppard revient seul d'une mission, il trouve Atlantis vide et désactivée au milieu d'un désert.
Il parvient à contacter McKay qui apparaît devant lui sous forme d'hologramme, et se rend compte qu'il s’agit de lui… Vieux de plus de 25 ans. Il lui explique que comme quand dans Stargate SG-1 l’équipe SG-1 a été envoyée dans le passé, lui a été envoyé dans le futur… 48000 années plus tard. En effet, McKay est mort depuis longtemps, tout comme tous les autres habitants de la cité… Son hologramme peut cependant réfléchir comme le véritable McKay. Il lui explique que Sheppard n’est jamais revenu après avoir passé la Porte des étoiles.
Il lui raconte qu’ils avaient cherché Teyla pendant deux mois avant de retrouver son cadavre après qu’elle eut accouché. Il lui raconte que s’il parvient à envoyer Sheppard dans le passé ils pourront directement aller la chercher. Après cela leur ennemi propagea son poison parmi eux, et malgré les efforts de Keller, les humains moururent les uns après le autres. Le poison touchait aussi les Wraiths ce qui les poussa à s’entretuer jusqu’à ce que les survivants soient tués. Il asservit ensuite les humains les plus robustes avant de tuer les autres. Sheppard sera renvoyé dans le passé dans une stase pour prévenir les autres douze jours après sa disparition.
Seulement le chemin vers la salle censée le mettre en stase est bouché et il doit attendre que la tempête de sable se calme avant de s’y rendre par l'extérieur de la cité. Pendant ce temps l’hologramme de McKay lui confie ce qui est arrivé aux autres habitants d'Atlantis : la Terre refusait d’aider les populations d’une autre galaxie, mais Carter insista et obtint finalement un vaisseau inachevé, le Phénix. Ils ont passé un mois à le réparer avec l'aide de Zelenka avant qu’il ne soit enfin achevé. Carter partit en expédition avec le vaisseau tandis que les autres membres principaux de la cité restèrent dans cette dernière. Elle infligea des dégâts considérables à Michael mais ce dernier lui tendit une embuscade. Elle fit téléporter l’équipage et finalement envoya son vaisseau en attaque suicide droit vers les vaisseaux de Michael, détruisant ainsi trois d'entre eux.
À ce moment, McKay se rend compte que le soleil de la planète d'Atlantis risque de mourir et qu'ainsi à sa sortie de la stase Sheppard sera carbonisé. Cependant Sheppard trouve la solution : le rayonnement solaire décuplera la puissance d'Atlantis, décuplant ses boucliers et permettant ainsi de protéger Sheppard.
Alors que Sheppard traverse la cité en pleine tempête, Sheppard lui demande ce qu’est devenu Ronon et McKay lui répond : Ronon quitta Atlantis pour former une super-unité de combat qui fut d'une importance cruciale dans la guerre. Un jour il eut une information importante : un avant-poste appartenant auparavant aux Wraiths dont Michael se sert pour créer encore plus de ses troupes. Là-bas il tomba sur Todd qui lui aussi était venu détruire la base de clonage : lorsque le vaisseau de Ronon est détecté il fait partir son équipe et lui et Todd s’allient. Ils décidèrent alors de se faire sauter avec la base.
Sheppard atteint finalement son but où McKay lui donne toutes les informations pouvant s'avérer cruciales pour la lutte contre Michael.
McKay lui explique ce qu'il est devenu : il a quitté Atlantis et le SGC. La cause : il était venu à l'infirmerie pour une écharde quand Richard Woolsey leur expliqua que le sauvetage des autres populations est désormais interdit, car Keller et les autres membres du personnel militaire devaient se concentrer sur Atlantis. Cela fit démissionner Keller, et lui également. Et dans le voyage du retour vers la Terre, ils s’énamourèrent. Il refit sa vie avec elle, mais Keller touchée par le poison de Michael mourut au bout d'une année. Ce fut la goutte qui fit déborder le vase, et McKay eut alors l’idée qu’il applique actuellement avec Sheppard. Quand Keller, au seuil de la mort, lui demande de laisser tomber cette idée il ne peut s’y résoudre et il commença ses recherches. 25 ans plus tard, il trouva la solution : il retourna sur Atlantis avec l’aide de Lorne devenu général du SGC et mit son plan en place.
Sheppard entre finalement en stase tandis que McKay lui souhaite bonne chance. En traversant la porte des étoiles après sa stase, il atterrit sur Atlantis douze jours après le début de son voyage, et raconte son histoire. McKay le prouve grâce à ses calculs.
Ils lancent une expédition pour retrouver Teyla et arrivent dans l’endroit où dans le futur ils l’avaient retrouvée. McKay trouve un terminal qui contient toutes les informations dont dispose Michael, cependant cela active un compte à rebours qui détruit la base. Sheppard et Ronon ainsi que McKay et Lorne à un autre endroit sont coincés, et la base de Michael s'autodétruit.